# ヌーシャテル
ヌーシャテル（Neuchâtel ）は、スイスのヌーシャテル州の州都である基礎自治体 ( コミューン ) 。ヌシャテルとも表記され、フランス語での発音はこちらに近い。またドイツ語ではノイエンブルク（Neuenburg ）と称される。人口は3万3712人（2015年）。

## 地勢・産業
フランス国境近く、ヌーシャテル湖の湖畔に位置している。近世以来、時計精密機械産業が盛んであり、官民合資のスイス電子精密工学研究センターの本部がある。湖岸で栽培されるぶどうを醸造したワインも伝統産業のひとつである。また、アレクサンドル・デュマが「バターをくりぬいた」という形容をしたように街並みも美しく、多くの観光客も集めている。近隣の都市としては、約40キロ東のベルン、50キロ北東のゾーロトゥルンなどが挙げられる。

## 住民・政治
第一公用語がフランス語のスイスのロマンディ地域に属する。人的・物的交流が西隣のフランスと深く、フランス国家への親近感も強い。スイス全体ではEU加盟に否定的な風潮が強いが、1992年末の国民投票（結果は否決）において、ヌーシャテルでは約8割の住民がEU加盟を支持した。州政においては、1891年より比例代表選挙制が導入された。また、1959年より女性参政権が認められた。

## 歴史

### 中世から近世
史料上で最初に確認されるのは11世紀初頭である。1011年頃、ブルグント王国のルドルフ3世が居城を構えている。1214年に特許状を獲得した。14世紀半ばにペストの大流行で人口が激減したが、徐々に人口を回復させていった。16世紀前半、深刻な水害に見舞われた記録が残っている。1535年には、カルヴァンのいとこにあたるオリヴェタンが、フランス語に翻訳された聖書を発刊した。
ヌーシャテルの支配者は時代によって異なり、16世紀初頭よりフランス貴族のオルレアン＝ロングヴィル家の支配下に入ったが、18世紀初頭よりプロイセン王家の飛び地領土となった。ただし、プロイセン本国から離れた場所に位置していたため、実際には本国の統制は弱かった。その後、1815年よりスイス盟約者団に加わるが、引き続きプロイセン王家の支配にあった。

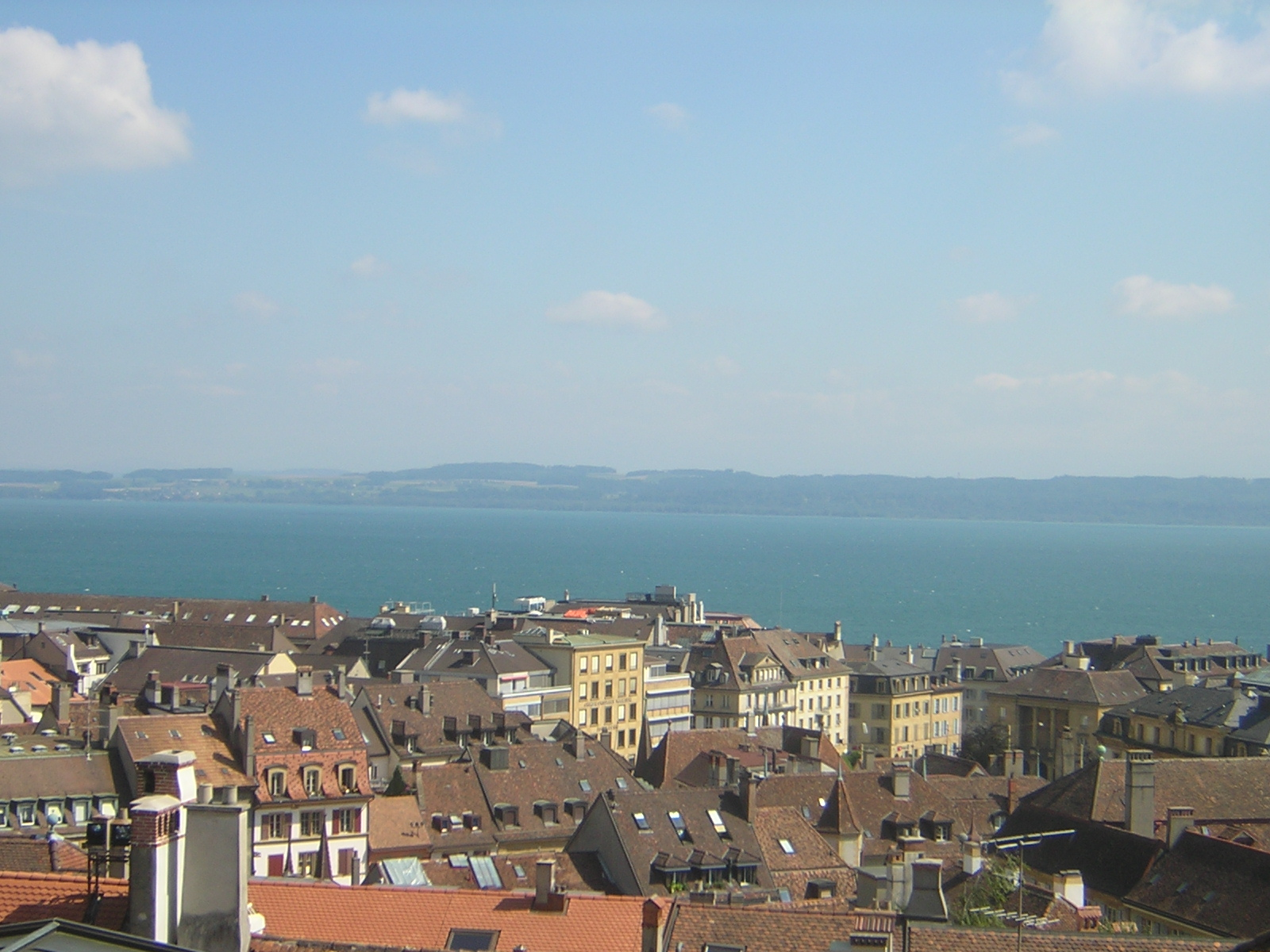
城から見た街と湖

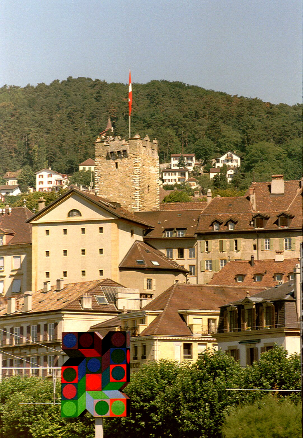
囚人塔

### 近代以降
19世紀前半、時計産業の発展と経済成長にともない自由主義的な風潮が熟成し、住民の共和政移行への要求が強まった。当初はこうした動きが抑圧されていたが、1848年革命の影響を受けてヌーシャテルでも民衆蜂起が起こり、プロイセンの支配を否定して共和政へと移行した。スイスの諸州（カントン）はこの新たな共和政政府を承認し、1856年の君主政復帰を図る勢力が蜂起したものの打倒された。しかし、こうした一連の措置に対してプロイセン政府は強い反発を示し、軍事介入の可能性が生じた。最終的にはナポレオン3世が介入し、1857年のパリ条約によってプロイセンとヌーシャテル政府の間で和解が成立した。これによって約150年間にわたるプロイセンの実質的な支配は終わり、プロイセン王はヌーシャテルの形式上の君主にすぎなくなった。この一連の事件はヌーシャテル事件と呼ばれる。
大国の動向に翻弄されたこの事件は、スイス全体における安全保障の問題を各地の住民に意識させることになった。そのために憲法改正が議題にのぼり、19世紀後半までに州（カントン）の権限は若干おさえられることとなり、中央集権化が促進されることにもつながった。
2002年には、スイスで開催された万国博覧会の会場の一つがおかれた。

## 文化
ヌーシャテル大学があり、多くの学生が学ぶ。1840年、『氷河の研究』で氷河時代についての見解を示したルイ・アガシーは、同大学の教授であった。

## 観光
- ヌーシャテル城
- デュペルの館
- 参事会教会

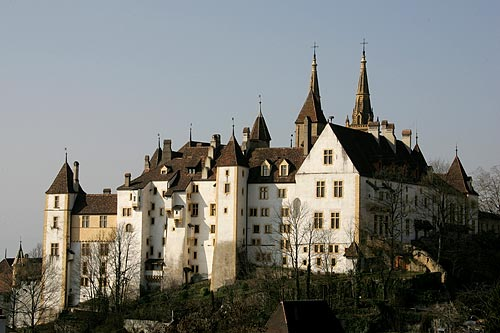
ヌーシャテル城

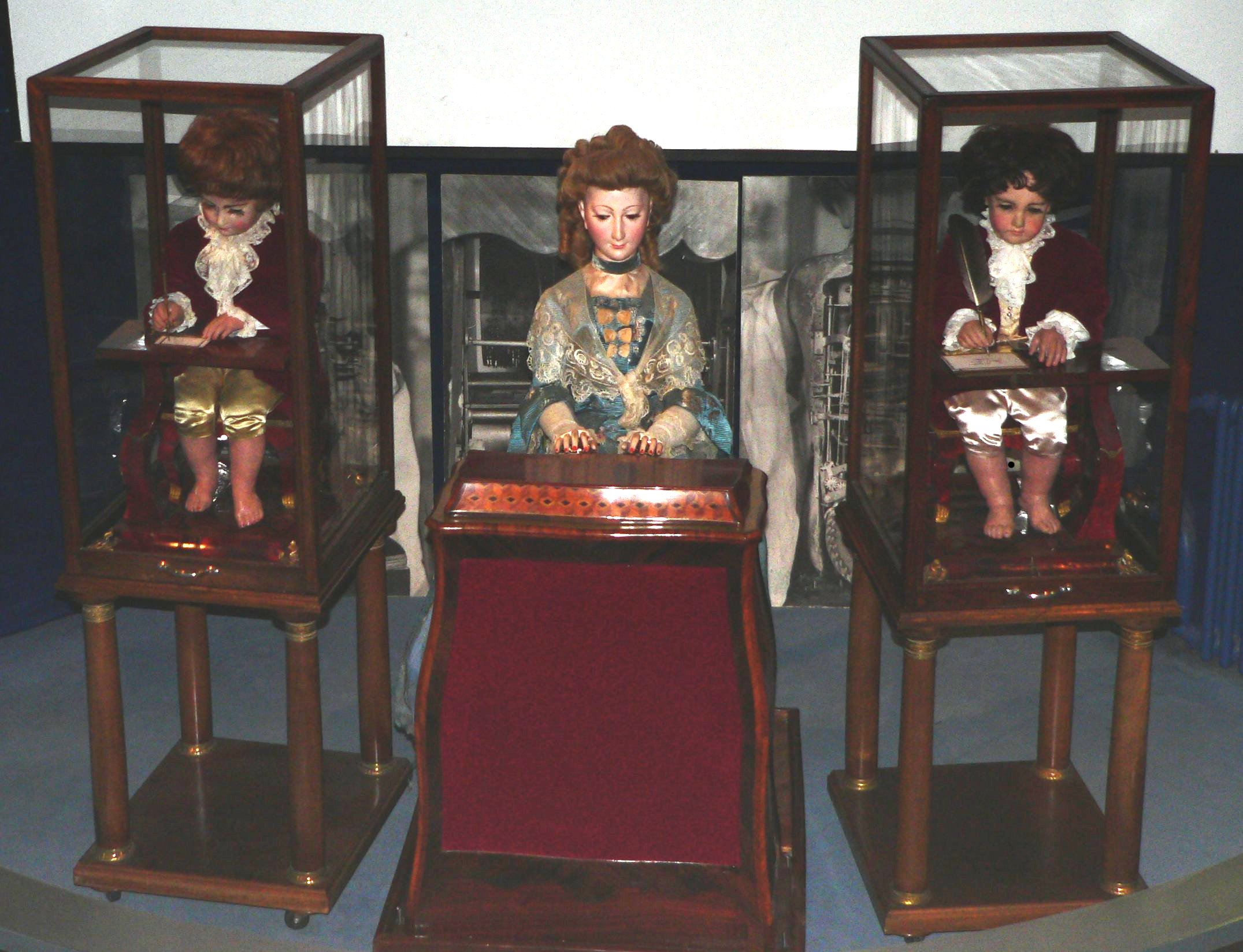
ジャケ・ドローの機械人形。18世紀に制作された。精巧な作りになっており、文章や絵を描いたりオルガンの演奏を行ったりできる。（美術・歴史美術館）

- 美術・歴史美術館（ピエール・ジャケ・ドロー作のオートマトンなども展示されている）

## 交通
スイス連邦鉄道（スイス国鉄）のヌーシャテル駅が鉄道輸送の要となる。チューリヒまでICで約1時間半、ジュネーヴまで約1時間強。フランスのTGVがスイスのベルンまで乗り入れており、途中のヌーシャテルにも停車する。そのため、TGVを用いれば直通でパリまでむかうことができる。所要時間は4時間強。ローカル線も乗り入れており、1時間弱でフランス領に入る。

## スポーツ
ヌーシャテル・ザマックスが、ヌーシャテルを本拠地とするサッカークラブ。2003年にカップ戦優勝を果たすなど好成績を収めたが、2006年にスーパーリーグ（1部）から、チャレンジリーグ（2部）へと降格した。

## 著名な出身者
- ジャン＝ポール・マラー（フランス革命期の人物。暗殺される。）
- ジャン・ピアジェ（20世紀を代表する心理学者。）
- オーレル・ニコレ（フルート奏者として活躍。）
- アブラアン＝ルイ・ペルレ（機械式時計の自動巻きを初めて実用化した時計職人。）
- アブラアム＝ルイ・ブレゲ（機械式時計の進歩に貢献した時計職人。）

## 姉妹都市･提携都市
世界新城サミット
市制40周年を迎えた1998年に、新城市（日本国 愛知県）の呼びかけで、世界各地の「新しい城」という意味の名をもつ地方都市の代表が新城市に集まり「世界新城サミット」が開催された。これを契機として各都市間の市民交流も行われた。サミットは隔年で開催されていたが、2008年の第6回サミットが最後となった。イギリスのニューカッスル・アポン・タインが中心となって活動している「世界新城アライアンス加盟都市」に加盟している。
| 国名             | 地域                   | 名称                             | 備考          |
| ---------------- | ---------------------- | -------------------------------- | ------------- |
| 日本国           | 愛知県                 | 新城市                           | 第1回開催地   |
| スイス連邦       | ヌーシャテル州         | ヌーシャテル                     | 第2回開催地   |
| アメリカ合衆国   | ペンシルベニア州       | ニューキャッスル                 | 第3回開催地   |
| アメリカ合衆国   | インディアナ州         | ニューキャッスル                 | 第3回開催地   |
| 南アフリカ共和国 | クワズール・ナタール州 | ニューカッスル                   | 第4回開催地   |
| イギリス         | イングランド           | ニューカッスル・アンダー・ライム | 第5回開催地   |
| ドイツ連邦共和国 | バイエルン州           | ノイブルク・アン・デア・ドナウ   | 第6回開催地   |
| フランス共和国   | ロレーヌ地方           | ヌフシャトー                     | 第1回のみ参加 |
| イギリス         | イングランド           | ニューカッスル・アポン・タイン   | 第3回以降参加 |